# Клон (інформатика)
Клон (англ. clone, від дав.-гр. κλών — «гілочка») — апаратна або програмна система, або структуровані дані отримані копіюванням іншої системи.
Клонуванням також вважається повне або майже повне легальне або нелегальне запозичення інженерних рішень. При цьому часто використовується реверс-інжиніринг.
Стосовно структурованих даних терміни клонування та копіювання відрізняються тим, що при клонуванні переносяться дані та структура, а при копіюванні — лише дані, а структура генерується на нову. Наприклад, копіювання файлових систем та баз даних виконується копіюванням даних — файлів та таблиць, а клонування — також копіюванням індексних таблиць. Для файлової системи це значить, що при копіюванні копія буде містити ті ж самі файли, а клон — що файли будуть знаходитись в тих самих позиціях носія.

## Відомі клони
- ЄС ЕОМ — клон IBM 360 та IBM 370
- СВМ (операційна система) — клон VM (операційна система)